# Coro
Pour les articles ayant des titres homophones, voir Coraux, Corot, Correaux et Koro.
Ne doit pas être confondu avec Cauro.
Coro ou Santa Ana de Coro, est la capitale de l'État de Falcón au Venezuela, fondée en 1527. En 2008, sa population s'élève à 258 264 habitants. Coro et son port de La Vela sont inscrits sur la liste du patrimoine mondial comme site culturel et sur la liste du patrimoine mondial en péril. 

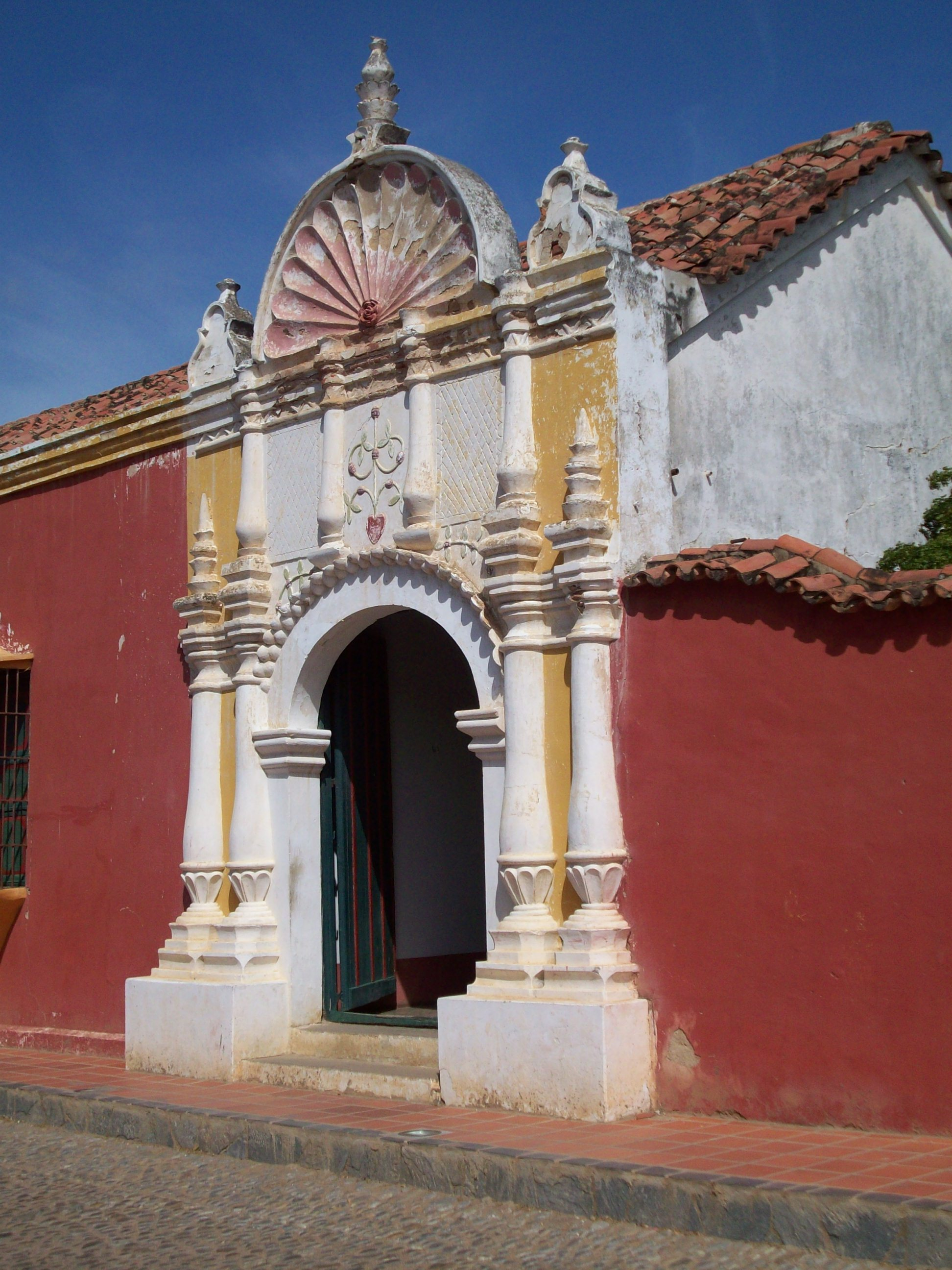

## Histoire
Fondée en 1527, il a été le siège des autorités espagnoles jusqu'en 1636.

## Transports et communications
Coro possède un aéroport (code AITA : CZE).

## Relations internationales

### Jumelage
La ville de Coro est jumelée avec:
- Granada, Nicaragua
- La Paz, Bolivie

## Patrimoine
Le Jardin Xerofito Dr. Leon Croizat est un jardin de végétaux xérophytes qui se visite, créé par Léon Croizat et son épouse Catalina dans les années 1970.